# 阿尔科莱切
阿尔科莱切（西班牙语）是西班牙加泰罗尼亚莱里达省的一个市镇。总面积16平方公里，总人口1784人（2001年），人口密度112人/平方公里。